# Dom Dwyer
Dominic James „Dom” Dwyer (ur. 30 lipca 1990 w Cuckfield) – amerykański piłkarz pochodzenia angielskiego występujący na pozycji napastnika, obecnie zawodnik Orlando City.
Żonaty z Sydney Leroux, zawodową piłkarką.

## Kariera klubowa
Dwyer urodził się w miejscowości Cuckfield, na południu Anglii. Członkowie jego rodziny byli związani z Royal Air Force, w związku z czym w dzieciństwie kilkukrotnie zmieniał miejsce zamieszkania, ostatecznie osiadając w Norwich. Tam przez kilka lat terminował w akademii Norwich City FC, po czym klub zrezygnował z jego usług. Przez cały okres dorastania zmagał się z problemami zdrowotnymi (trzy razy musiał pauzować z powodu złamania kości stopy), przez co jego dalsza gra w piłkę często stawała pod znakiem zapytania. W międzyczasie przez kilka miesięcy mieszkał z matką w Londynie i występował w tamtejszym półprofesjonalnym zespole Staines Town FC. Po powrocie do Norfolk przez trzy lata uczęszczał do College of West Anglia, gdzie wyrobił licencję trenerską FA Licence 1. Wziął wówczas udział w projekcie sportowym King’s Lynn Community Football, w ramach którego miał możliwość występów w szóstej lidze angielskiej, w barwach drużyny King’s Lynn FC.
W późniejszym czasie Dwyer, za pośrednictwem projektu Community Football, wziął udział w meczach próbnych organizowanych przez przedsiębiorstwo Soccer Icon USA na boiskach treningowych londyńskiego zespołu Queens Park Rangers FC. Po udanym występie skorzystał z propozycji Joego McLaughlina – koordynatora Soccer Icon, przyjmując stypendium naukowe w amerykańskim Tyler Junior College w Teksasie. Po przeprowadzce do Stanów Zjednoczonych występował w barwach szkolnej drużyny Tyler Apaches; w 2010 roku otrzymał nagrodę NJCAA National Player of the Year. Po dwóch latach spędzonych w Tyler przeniósł się na University of South Florida w Tampie, gdzie w 2011 roku jako gracz uczelnianego zespołu South Florida Bulls został wybrany do drużyny NSCAA All-American Second Team, a także otrzymał nagrodę Big East Offensive Player of the Year. W styczniu 2012 podpisał umowę z programem Generation Adidas.
Kilka dni później Dwyer został wybrany w MLS SuperDraft (z szesnastego miejsca) przez Sporting Kansas City. Pierwszy mecz rozegrał w nim 29 maja 2012 z Orlando City (3:2) w rozgrywkach U.S. Open Cup, zaś w Major League Soccer zadebiutował 1 września tego samego roku w wygranym 2:1 spotkaniu z Toronto FC. W swoim premierowym sezonie 2012 zajął ze Sportingiem pierwsze miejsce w konferencji wschodniej oraz triumfował w pucharze Stanów Zjednoczonych – U.S. Open Cup. Pełnił jednak wyłącznie rolę głębokiego rezerwowego i sporadycznie pojawiał się na boiskach. W grudniu 2012 trenował ze St. Mirren FC, lecz oferta wypożyczenia złożona przez szkocki zespół została odrzucona przez Sporting. Ostatecznie w marcu 2013 udał się na kilkumiesięczne wypożyczenie do współpracującego ze Sportingiem, trzecioligowego zespołu Orlando City SC. Tam od razu został gwiazdą ekipy – w sezonie 2013 triumfował z Orlando w rozgrywkach USL Pro, a w finale ligi z Charlotte Eagles (7:4) strzelił cztery gole. Sam został natomiast królem strzelców regularnego sezonu z piętnastoma bramkami na koncie (ex aequo z José Angulo).
Po powrocie do Sportingu, Dwyer wywalczył sobie pewne miejsce w wyjściowym składzie ekipy prowadzonej przez Petera Vermesa. Premierowego gola w najwyższej klasie rozgrywkowej strzelił 3 sierpnia 2013 w przegranej 2:3 konfrontacji z New York Red Bulls. W sezonie 2013 wygrał ze Sportingiem konferencję wschodnią, strzelając zwycięskiego gola w finale z Houston Dynamo (2:1), a następnie wywalczył mistrzostwo MLS. W sezonie 2014 strzelił dwadzieścia dwa gole w regularnym sezonie, zostając wicekrólem strzelców MLS (ustąpił jedynie Bradleyowi Wright-Phillipsowi). W 2015 roku wygrał natomiast po raz drugi U.S. Open Cup i został królem strzelców tej edycji pucharu (z pięcioma bramkami), dzieląc się tym osiągnięciem z kolegą klubowym Krisztiánem Némethem. Ogółem barwy Sportingu reprezentował przez pięć lat.
W lipcu 2017 Dwyer powrócił do Orlando City SC, występującego już w rozgrywkach MLS. Jego poprzedni klub otrzymał w zamian rekordowe 1,6 miliona dolarów do puli allocation money (900 tysięcy + 700 tysięcy zależne od występów gracza), co uczyniło go bohaterem najwyższego transferu między zespołami w historii ligi. W styczniu 2018 podpisał nowy, trzyletni kontrakt z Orlando.

## Kariera reprezentacyjna
W marcu 2017 Dwyer otrzymał amerykańskie obywatelstwo, po ośmiu latach zamieszkiwania w tym kraju. W reprezentacji Stanów Zjednoczonych zadebiutował za kadencji selekcjonera Bruce’a Areny, 1 lipca 2017 w wygranym 2:1 meczu towarzyskim z Ghaną. W tym samym spotkaniu strzelił również pierwszego gola w kadrze narodowej. W tym samym miesiącu został powołany na Złoty Puchar CONCACAF, podczas którego rozegrał dwa mecze (obydwa w wyjściowym składzie) i zdobył bramkę w konfrontacji fazy grupowej z Panamą (1:1). Po zakończeniu fazy grupowej został zastąpiony w składzie przez Jozy’ego Altidore'a i już bez jego udziału Amerykanie – pełniący rolę gospodarzy – triumfowali w Złotym Pucharze po pokonaniu w finale Jamajki (2:1).